# Associació d'Empresaris del Garraf, l'Alt Penedès i el Baix Penedès
L'Associació d'Empresaris del Garraf, l'Alt Penedès i el Baix Penedès (ADEG) és una organització empresarial catalana fundada l'any 1988 que té el radi d'acció a les comarques de l'històric Gran Penedès (Garraf, Alt Penedès i Baix Penedès) i que compta amb dues seus socials, a Vilafranca del Penedès i a Vilanova i la Geltrú. Forma part de la Federació Internacional d'Associacions Empresarials. Organitza estudis i esdeveniments envers l'economia i les empreses.